# Jamui
Jamui ist eine Stadt im indischen Bundesstaat Bihar.
Die Stadt ist Verwaltungssitz des gleichnamigen Distrikts. Jamui liegt ca. 167 km von Bihars Hauptstadt Patna entfernt. Jamui hat den Status eines City Council (Nagar parishad). Die Stadt ist in 30 Wards gegliedert.

## Demografie
Die Einwohnerzahl der Stadt liegt laut der Volkszählung von 2011 bei 87.357. Jamui hat ein Geschlechterverhältnis von 898 Frauen pro 1000 Männer und damit einen für Indien üblichen Männerüberschuss. Die Alphabetisierungsrate lag bei 76,79 % im Jahr 2011. Knapp 75 % der Bevölkerung sind Hindus und ca. 24 % sind Muslime. 16,2 % der Bevölkerung sind Kinder unter 6 Jahren.